# プロスペル・ガルノー
プロスペル・ガルノー（Prosper Garnot、1794年1月13日 - 1838年10月8日）は、フランスの博物学者、船医である。世界一周航海を行ったコキーユ号に船医として乗り込み、博物学標本の収集を行ない、多くの鳥類の記載を行った。

## 生涯
ブレストに生まれた。1821年に、世界一周航海に出航したルイ・イジドール・デュプレ (Louis Isidore Duperrey)が船長を務めるコキーユ号に副船医として乗り込んだ。ルネ＝プリムヴェール・レッソンとともに南米や太平洋で多くの博物学標本を集めるが、重い赤痢にかかり、Castle Forbes号で、それまで集められた標本の一部とともにフランスに戻ることになった。標本は1824年7月に船が喜望峰沖で難破して失われた。ガルノーはレッソンとともに、コキーユ号の航海記録、"Voyage autour du monde exécuté par ordre du roi sur la corvette “La Coquille”" (6巻: Paris, 1828-1832)の動物学の章を執筆した。